# Campeonato Argentino de Futebol de 1958
O Campeonato Argentino de Futebol de 1958 foi a vigésima oitava temporada da era profissional da Primeira Divisão do futebol argentino. O certame foi disputado em dois turnos de todos contra todos, entre 23 de março e 28 de dezembro de 1958. O Racing Club sagrou-se campeão argentino, pela décima terceira vez.

## Participantes
| Equipe             | Cidade       |
| ------------------ | ------------ |
| Argentinos Juniors | Buenos Aires |
| Atlanta            | Buenos Aires |
| Boca Juniors       | Buenos Aires |
| Central Córdoba    | Rosário      |
| Estudiantes        | La Plata     |
| Gimnasia y Esgrima | La Plata     |
| Huracán            | Buenos Aires |
| Independiente      | Avellaneda   |
| Lanús              | Lanús        |
| Newell's Old Boys  | Rosário      |
| Racing Club        | Avellaneda   |
| River Plate        | Buenos Aires |
| Rosario Central    | Rosário      |
| San Lorenzo        | Buenos Aires |
| Tigre              | Victoria     |
| Vélez Sarsfield    | Buenos Aires |

## Classificação final
| Pos | Equipes               | J  | V  | E  | D  | GM | GS | Pts |
| --- | --------------------- | -- | -- | -- | -- | -- | -- | --- |
| 1   | Racing Club           | 30 | 16 | 9  | 5  | 69 | 38 | 41  |
| 2   | Boca Juniors          | 30 | 14 | 10 | 6  | 70 | 48 | 38  |
| 2   | San Lorenzo           | 30 | 16 | 6  | 8  | 66 | 47 | 38  |
| 4   | Atlanta               | 30 | 14 | 8  | 8  | 47 | 33 | 36  |
| 5   | River Plate           | 30 | 14 | 9  | 7  | 62 | 45 | 35  |
| 5   | Rosario Central       | 30 | 13 | 9  | 8  | 50 | 43 | 35  |
| 7   | Vélez Sarsfield       | 30 | 13 | 8  | 9  | 50 | 47 | 34  |
| 8   | Independiente         | 30 | 11 | 11 | 8  | 58 | 47 | 33  |
| 9   | Estudiantes LP        | 30 | 13 | 5  | 12 | 60 | 56 | 31  |
| 10  | Huracán               | 30 | 12 | 3  | 15 | 46 | 51 | 27  |
| 10  | Central Córdoba (R)   | 30 | 12 | 3  | 15 | 57 | 65 | 27  |
| 12  | Argentinos Juniors    | 30 | 8  | 9  | 13 | 58 | 68 | 25  |
| 12  | Lanús                 | 30 | 8  | 9  | 13 | 58 | 70 | 25  |
| 14  | Gimnasia y Esgrima LP | 30 | 7  | 10 | 13 | 55 | 68 | 24  |
| 15  | Newell's Old Boys     | 30 | 4  | 9  | 17 | 29 | 56 | 17  |
| 16  | Tigre                 | 30 | 4  | 4  | 22 | 29 | 82 | 12  |

|  |            |
|  | Campeão.   |
|  | Rebaixado. |

## Premiação
| Campeonato Argentino de Futebol de 1958 |
| --------------------------------------- |
| Racing Club Campeão (13° título)        |

## Goleadores
| Jogador | Jogador          | Gols | Equipe             |
| ------- | ---------------- | ---- | ------------------ |
|         | José Sanfilippo  | 28   | San Lorenzo        |
|         | Alfredo Rojas    | 22   | Lanús              |
|         | Eugenio Callá    | 20   | Argentinos Juniors |
|         | Héctor Antonio   | 19   | Estudiantes        |
|         | Pedro Manfredini | 19   | Racing Club        |